# میلی‌گرم درصد
میلی‌گرم درصد (انگلیسی: Milligram per cent) نمادی مرسوم است که برای نشان دادن واحد اندازه‌گیری غلظت استفاده می‌شود. استفاده مرسوم از نماد 'mg%' برای نشان دادن جرم (به میلی‌گرم) آن ماده شیمیایی در ۱۰۰ میلی‌لیتر محلول (به عنوان مثال، خون) بود. معنای نماد 'درصد'، 'تقسیم بر ۱۰۰' است، بنابراین معنای دقیق نماد 'mg%' 'میلی‌گرم تقسیم بر ۱۰۰' است که واحد جرم است نه غلظت؛ بنابراین، برای اهداف تجزیه و تحلیل ابعادی، هنگام نشان دادن غلظت جرم تقسیم بر حجم، تا حد زیادی با واحدهایی مانند 'mg/dL' یا معادل دستگاه بین‌المللی یکاها جایگزین شده‌است.